# ФК Дугопоље
НК Дугопоље је фудбалски клуб из Дугопоља, Хрватска. Тренутно се такмичи у Другој лиги Хрватске.

## Историја
Клуб је основан 1952. године под именом НК Пролетер, а од 30. октобра 1990. године носи садашње име. Први председник клуба био је Анте Рогошић.
У сезони 2009/10. НК Дугопоље осваја З. ХНЛ - југ и улази у 2. ХНЛ.

## Стадион
Своје домаће утакмице игра на стадиону Хрватски витезови, који има капацитет за 5.200 гледалаца. Стадион је свечано отворен 22. јула 2009. пријатељском утакмицом Дугопоља и Хајдука из Сплита, а резултат је био 2:0 за Хајдук. Стадион има УЕФА лиценцу за играње међународних мечева.